# La Lucha Libre
 (août 2024).
La mise en forme du texte ne suit pas les recommandations de Wikipédia : il faut le « wikifier ».
Les points d'amélioration suivants sont les cas les plus fréquents :
- Les titres sont pré-formatés par le logiciel. Ils ne sont ni en capitales, ni en gras.
- Le texte ne doit pas être écrit en capitales (les noms de famille non plus), ni en gras, ni en italique, ni en « petit »…
- Le gras n'est utilisé que pour surligner le titre de l'article dans l'introduction, une seule fois.
- L'italique est rarement utilisé : mots en langue étrangère, titres d'œuvres, noms de bateaux, etc.
- Les citations ne sont pas en italique mais en corps de texte normal. Elles sont entourées par des guillemets français : « et ».
- Les listes à puces sont à éviter, des paragraphes rédigés étant largement préférés. Les tableaux sont à réserver à la présentation de données structurées (résultats, etc.).
- Les appels de note de bas de page (petits chiffres en exposant, introduits par l'outil «  Source ») sont à placer entre la fin de phrase et le point final[comme ça].
- Les liens internes (vers d'autres articles de Wikipédia) sont à choisir avec parcimonie. Créez des liens vers des articles approfondissant le sujet. Les termes génériques sans rapport avec le sujet sont à éviter, ainsi que les répétitions de liens vers un même terme.
- Les liens externes sont à placer uniquement dans une section « Liens externes », à la fin de l'article. Ces liens sont à choisir avec parcimonie suivant les règles définies. Si un lien sert de source à l'article, son insertion dans le texte est à faire par les notes de bas de page.
- La présentation des références doit suivre les conventions bibliographiques. Il est recommandé d'utiliser les modèles {{Ouvrage}}, {{Chapitre}}, {{Article}}, {{Lien web}} et/ou {{Bibliographie}}. Le mode d'édition visuel peut mettre en forme automatiquement les références.
- Insérer une infobox (cadre d'informations à droite) n'est pas obligatoire pour parachever la mise en page.

Pour une aide détaillée, merci de consulter Aide:Wikification.
Si vous pensez que ces points ont été résolus, vous pouvez retirer ce bandeau et améliorer la mise en forme d'un autre article.
La Lucha Libre est un groupe de musique rock indépendant originaire de Brest, en France, formé en 2012. Ils sont notamment auteurs d'une chanson hommage à Bruno Grougi, intitulée Saint Bruno Grougi.

## Histoire
La Lucha Libre a été créée en 2012 à Brest. Initialement influencés par l'electro-clash et le punk, les membres du groupe se sont fait connaître grâce à leur sens de l'autodérision et leur amour pour le football et leur amour pour le Stade Brestois 29. Parmi leurs premiers succès figurent des chansons comme l'hymne dédié à Saint Bruno Grougi en 2014, et "George Best", une chanson en hommage à la légende du football de Manchester United, diffusée à Old Trafford en février 2017. En mai 2016, le groupe propose un contre hymne lors de l'Euro 2016, La Lucha Libre occupe une place particulière dans la culture populaire brestoise, notamment grâce à leur lien fort avec le Stade Brestois 29.
En 2020, La Lucha Libre a rendu un hommage poignant à Jean-Pierre Adams, ancien footballeur international français plongé dans le coma depuis 1982, en composant une chanson dédiée à sa mémoire. Touché par le destin tragique du joueur, le groupe évoque son histoire dans une chanson qui figure dans Music Football Club de Stéphane Basset. En janvier 2025, le groupe publie un clip pour accompagner son titre From the Seas to the Stars, mettant en scène le chanteur David Penberthy devant le stade Francis-Le Blé.

## Évolution musicale
Depuis ses débuts, La Lucha Libre a évolué vers un registre rock, s'éloignant des éléments électroniques pour embrasser un son rock plus organique. Leur album Mokusatsu, sorti en juin 2020, marque un tournant dans leur carrière, abandonnant les masques de catcheurs et les tenues extravagantes pour une approche plus sobre. Cet album est influencé par des artistes comme David Bowie, Pulp, et Suede, ainsi que des groupes américains tels que Queens of the Stone Age, Pixies, et Weezer. Christophe Gofette, dans L'encyclopédie du rock en France (éditions Nouveau Monde), décrit cet album comme une « étape intermédiaire », signalant une transformation musicale vers un style plus grave, profond et mature.

## Remix
2014 : Postcards From The Dark Side Vol.1, par Robin Foster, 5 - Sheriff Of Lagatjar - La Lucha Libre Remix